# Communauté de communes Vère-Grésigne - Pays Salvagnacois
La communauté de communes de Vère Grésigne - Pays Salvagnacois est une ancienne Communauté de communes française, située dans le département du Tarn et la région Occitanie.

## Historique
Créée le 1er janvier 2014 de la fusion de la communauté de communes Vère-Grésigne et de la communauté de communes du Pays Salvagnacois. 
Dans le cadre du schéma départemental de coopération intercommunale, la communauté de communes fusionne le 1er janvier 2017 avec la communauté de communes Tarn et Dadou et la communauté de communes du Pays rabastinois pour former la communauté d'agglomération du Rabastinois - Tarn et Dadou - Vère Grésigne et Pays Salvagnacois.

## Communes adhérentes
Elle était composée des communes suivantes :
| Nom                     | Code Insee | Gentilé          | Superficie (km2) | Population (dernière pop. légale) | Densité (hab./km2) |
| ----------------------- | ---------- | ---------------- | ---------------- | --------------------------------- | ------------------ |
| Salvagnac (siège)       | 81276      | Salvagnacois     | 33,41            | 1 160 (2014)                      | 35                 |
| Alos                    | 81007      | Alosiens         | 6,32             | 95 (2014)                         | 15                 |
| Amarens                 | 81009      | Amarensois       | 4,88             | 69 (2014)                         | 14                 |
| Andillac                | 81012      | Andillacois      | 5,44             | 123 (2014)                        | 23                 |
| Beauvais-sur-Tescou     | 81024      | Beauvaisois      | 12,10            | 336 (2014)                        | 28                 |
| Cahuzac-sur-Vère        | 81051      | Cahuzacois       | 30,58            | 1 119 (2014)                      | 37                 |
| Campagnac               | 81056      | Campagnacois     | 7,43             | 137 (2014)                        | 18                 |
| Castelnau-de-Montmiral  | 81064      | Montmiralais     | 88,81            | 1 037 (2014)                      | 12                 |
| Donnazac                | 81080      | Donnazacois      | 4,74             | 78 (2014)                         | 16                 |
| Frausseilles            | 81095      | Frausseillais    | 5,87             | 91 (2014)                         | 16                 |
| Itzac                   | 81108      | Itzacois         | 11,24            | 149 (2014)                        | 13                 |
| Larroque                | 81136      | Roucanels        | 17,97            | 174 (2014)                        | 9,7                |
| La Sauzière-Saint-Jean  | 81279      | Sauzierains      | 15,82            | 266 (2014)                        | 17                 |
| Le Verdier              | 81313      | Verdiérois       | 9,54             | 223 (2014)                        | 23                 |
| Loubers                 | 81148      | Loubersois       | 4,23             | 85 (2014)                         | 20                 |
| Montdurausse            | 81175      | Montduraussois   | 15,92            | 379 (2014)                        | 24                 |
| Montgaillard            | 81178      | Montgaillardais  | 14,95            | 412 (2014)                        | 28                 |
| Montels                 | 81176      | Montélois        | 3,23             | 105 (2014)                        | 33                 |
| Montvalen               | 81185      | Montvalénois     | 11,73            | 220 (2014)                        | 19                 |
| Noailles                | 81197      | Noaillais        | 11,59            | 217 (2014)                        | 19                 |
| Puycelsi                | 81217      | Puycelsiens      | 39,20            | 463 (2013)                        | 12                 |
| Saint-Beauzile          | 81243      | Saint-Beauzilois | 9,23             | 122 (2014)                        | 13                 |
| Sainte-Cécile-du-Cayrou | 81246      | Cayrousiens      | 7,95             | 121 (2014)                        | 15                 |
| Saint-Urcisse           | 81272      | Saint-Urcissiens | 12,05            | 212 (2014)                        | 18                 |
| Tauriac                 | 81293      | Tauriacois       | 9,92             | 324 (2014)                        | 33                 |
| Tonnac                  | 81300      | Tonnacois        | 11,23            | 124 (2014)                        | 11                 |
| Vieux                   | 81316      | Vieuxois         | 6,95             | 206 (2014)                        | 30                 |

## Démographie
| 2011  | 2012 |
| ----- | ---- |
| 7 872 | -    |

## Liste des Présidents successifs
| Période                                  | Période | Identité      | Étiquette | Qualité                         |
| ---------------------------------------- | ------- | ------------- | --------- | ------------------------------- |
| 2014                                     | 2016    | Paul Salvador | SE        | Maire de Castelnau-de-Montmiral |
| Les données manquantes sont à compléter. |         |               |           |                                 |